# 알로하 셔츠

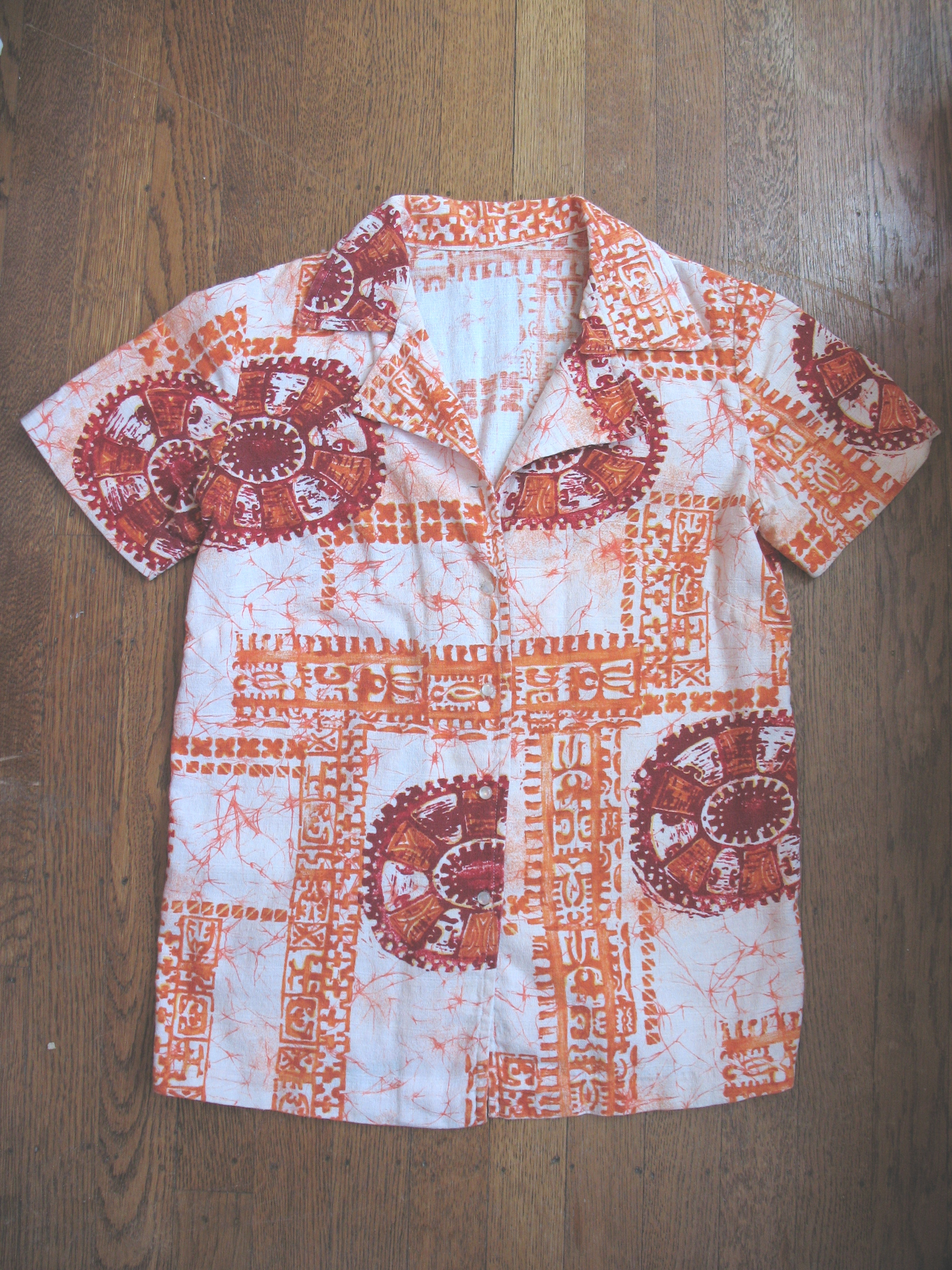
알로하 셔츠

알로하 셔츠 또는 하와이안 셔츠(Aloha shirt, Hawaiian shirt)는 하와이 지역에서 유래된, 색이 화려한 드레스 셔츠이다.

## 같이 보기
- 바틱